# Ridgeland (Wisconsin)
Ridgeland è un villaggio degli Stati Uniti d'America, situato in Wisconsin, nella contea di Dunn.